# Carl Christian Schiemann

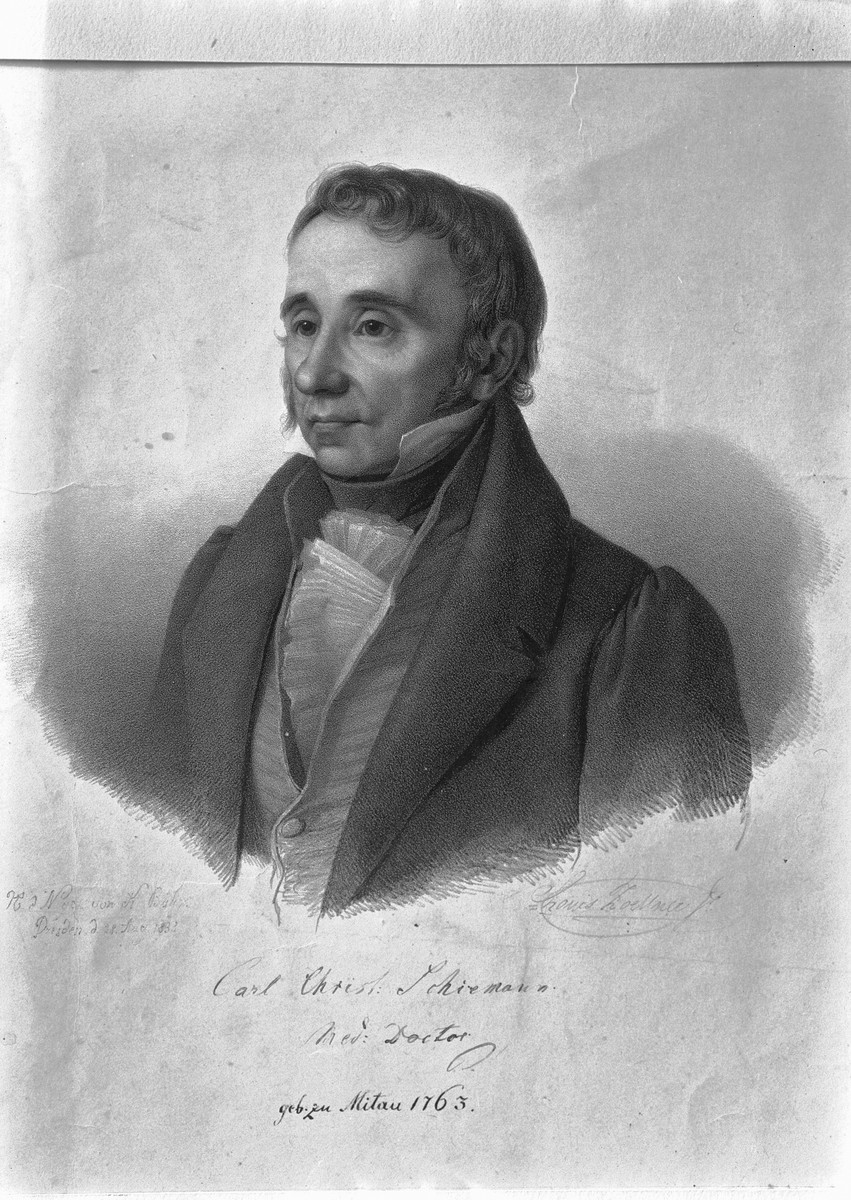
Johann Karl Ulrich Bähr: Porträt Carl Christian Schiemann (1833)

Carl Christian Schiemann (* 16. September 1763 in Mitau; † 17. März 1835 ebenda) war ein deutschbaltischer Arzt.

## Familie
Der Vater war Alexander Friedrich Schiemann, Hofgerichtsadvokat. Die Mutter war Catharina Schiemann, geb. Andrae. Er heiratete in Mitau am 18. Dezember 1792 Charlotte Christiane von Raison, eine Tochter von Friedrich Wilhelm von Raison, die 1795 verstarb. Dann heiratete er in Siuxt (Kurland) am 20. April 1798 Elisabeth Wilpert die 1799 verstarb. Er heiratete 1801 Agnesa Benigna Wilpert. Beide waren Töchter von Christian Georg Wilpert.

## Leben
Carl Christian Schiemann besuchte die Stadtschule und von 1779 bis 1782 die Academia Petrina in Mitau. Von 1782 bis 1786 studierte er Medizin in Göttingen und wurde Dr. med. Er unternahm eine Studienreise über Holland und England nach Edinburgh (zu William Cullen). Seit 1787 war er in Kurland, und als praktischer Arzt in Mitau. Schiemann untersuchte auf Befehl der Regierung die kurländischen Schwefelquellen in Baldohn und Barbern (Bārbele). 
Ab 1798 war er Mitglied der Examinations-Kommission bei der Kurländischen Medizinalbehörde. Er unternahm eine Studienreise nach Göttingen, Wien und Dresden. 1804 gründete er mit dem Hofrat Christian Ulrich Wünsch in Mitau ein Institut zur unentgeltlichen Schutzblatternimpfung. 1823 hielt sich Schiemann zur Kur in Bad Ems auf.

## Mitgliedschaften
- 1801 Ehrenmitglied der Physikalischen Gesellschaft in Göttingen
- 1806 Ehrenmitglied der Moskauer Gesellschaft der Naturforscher
- 1823 Ehrenmitglied der Societät für die gesamte Mineralogie in Jena
- ordentliches Mitglied des Royal College of Physicians of Edinburgh
- ordentliches Mitglied der Kurländischen Gesellschaft für Literatur und Kunst